# Гижа, Николай Андреевич
Николай Андреевич Гижа́ (26 февраля 1925, село Буромка, Полтавская губерния — 29 августа 1996, Санкт-Петербург) — советский живописец и педагог, член Санкт-Петербургского Союза художников (до 1992 года — Ленинградской организации Союза художников РСФСР), доцент ЛИЖСА имени И. Е. Репина.

## Биография
Родился 26 февраля 1925 года на Украине в селе Буромка Прилукского округа Полтавской губернии. Участник Великой Отечественной войны, воевал на 1-м Белорусском и 2-м Белорусском фронтах в составе 215 и 1181 стрелковых полков автоматчиком. Награждён орденом Отечественной войны 2-й степени, медалями «За отвагу», «За взятие Кенигсберга», «За освобождение Варшавы», «За взятие Берлина», «За победу над Германией». В 1945—1950 годах служил в группе советских оккупационных войск в Германии, старший сержант, командир орудия.
После демобилизации в 1950 году поступил в Одесское художественное училище, которое окончил в 1955 году. Дипломная работа — картина «Свадьба». В том же году Н. Гижа приехал в Ленинград и поступил на живописный факультет ЛИЖСА имени И. Е. Репина. Занимался у Александра Зайцева, Василия Соколова, Леонида Худякова. Успехи в учёбе были отмечены Сталинской стипендией и стипендией имени В. И. Сурикова. Окончил институт в 1961 году по мастерской Б. В. Иогансона с присвоением квалификации художника живописи. Дипломная работа — картина «Доярки». Картина экспонировалась на Всесоюзной художественной выставке 1961 года в Москве и в Горномарийском художественно-историческом музее имени А. А. Григорьева в Козьмодемьянске.
После окончания института по рекомендации Государственной комиссии поступил в аспирантуру при ЛИЖСА имени И. Е. Репина, где обучался до 1965 года, после чего началась педагогическая работа в институте. Доцент, автор ряда статей по методике преподавания рисунка и живописи. По мнению Г. А. Островской, Гижа «был авторитетным педагогом». Это мнение разделяет и Л. А. Вальбрит.
Параллельно с конца 1960-х Н. Гижа работал в творческой группе Комбината живописно-оформительского искусства ЛО ХФ РСФСР. Участвовал в выставках ленинградских художников с 1961 года. Творческие интересы Н. Гижи лежали главным образом в области тематической картины и портрета, которому он отдавал явное предпочтение. Писал также пейзажи и натюрморты. Среди созданных произведений картины «Т. Г. Шевченко в Академии художеств», «Бригадир» (1965), «Сирень», «Портрет студента строительного института Кармазина» (1965), «Портрет кавалера ордена Славы трёх степеней разведчика С. Г. Герасимова» (1975), «Портрет сына» (1979) (1980), «А. Москаленко, начальник партии геологов» (1980), «Портрет жены» (1985) и другие. Постоянный участник выставок ленинградских художников-ветеранов Великой Отечественной войны.
Исследователь творчества художника Г. А. Островская пишет:

«Сосредоточенность на педагогической деятельности не позволила художнику стать автором многочисленного художественного наследия и объектом искусствоведческих исследований. Будучи мастером вдумчивым, с умом аналитика, профессионалом высочайшего класса, Гижа создал ряд качественных произведений, вдохновлённый красотой и величием человеческой личности, родной природы, стремясь передать зрителю образы подлинной ценности человеческого бытия.»

Скончался в 1996 году в Санкт-Петербурге.
Произведения Н. А. Гижи находятся в музеях и частных собраниях в России и за рубежом.